# Tecnofascismo
El tecnofascismo, igual que el ciberpopulismo, es un neologismo que hace referencia a diversos aspectos de la relación entre la sociedad, la tecnología y los individuos. Principalmente, el avance tecnocientífico es uno de los grandes retos de la humanidad. En su origen, es un concepto que intenta explicar cómo un sistema social totalitario busca instaurarse a través de la predominancia en la sociedad de la tecnociencia, usando medios tanto científicos como tecnológicos. Está relacionado también con el concepto de fascismo digital para referirse a realidades complejas en la interacción humana con la tecnología y sus usos politizados o maliciosos. 

## Tecnofascismo y ciberpopulismo
Más allá de su formulación teórica, su relevancia histórica, o su inspiración en la ciencia ficción futurista y distópica, en los últimos años, el concepto y sus reflejos en la realidad se han hecho más visibles que nunca en sus nuevas formas, pero especialmente, con la era de la Era Digital o de la Era de la Información, especialmente con la generalización de los bulos o fake news, el concepto de postverdad y a veces, por el control de la información por parte de grandes estructuras y grupos de poder o lobbys. Asimismo, también la actual precarización de una información de rigor, contrastada y de calidad hace posible que se promuevan ideales tecnofascistas desde grupos potencialmente anónimos o minoritarios. A menudo, ideales que responden a intereses de esta ideología, pueden difundirse en medios de comunicación generalistas, dada su falta de capacidad de contrastación de la información. 
Se dice comúnmente que, en un sistema tecnofascista, la fascinación de las masas por la ideología es sustituida por la fascinación hacia la tecnología; una suerte de tecnolatría. En el tecnofascismo se describe una acomodación de los individuos y las sociedades que no suele ser violento, pero en donde la sociedad tampoco es partícipe del sentido y los fines de manera totalmente consciente. 
Sin embargo, el concepto de tecnofascismo o ciberpopulismo, pretende suponer un enfoque crítico del mundo actual y de las fallas de la llamada Sociedad de la Información, donde este concepto implicaría una reflexión más amplia sobre la evolución de la sociedad hacia un paradigma donde cada vez impera más la centralización y la optimización de los recursos disponibles y donde cada vez resulta más difícil comprender la naturaleza de las estructuras de poder o el control de la información. También hace referencia a cómo existe un auge de desinformación tan grande que hace posible fenómenos como la pseudociencia. A menudo, los pseudocientíficos suponen un auténtico problema contra la libertad de expresión e incluso de conciencia en Internet, donde más crecen año tras año. La pseudociencia está imbrincada en el actual tecnofascismo, en tanto que intenta explotar a los individuos, ofreciéndoles respuestas para cualquier asunto, a pesar de su falta de evidencia científica.    
Un ejemplo clave de esta manipulación informativa y mediática es el uso malicioso de bots en redes sociales y otros espacios para usos maliciosos es una de las tendencias clasificables dentro del tecnofascismo, aprovechando esa brecha digital que viven muchos individuos en el mundo actualmente y de la que se lucran determinados delincuentes y entidades.  
A este aspecto se unen también cuestiones como la gestión del bigdata, la inteligencia artificial, y los últimos avances en tecnología como la celeridad y eficiencia de las telecomunicaciones.    
La inteligencia artificial recientemente también está siendo empleada con fines maliciosos y de manipulación informativa propios del denominado tecnofascismo.       
Aún a pesar de que pueda tener un enfoque crítico o constructivista, el concepto es altamente controvertido.   

## Historia
La novela 1984 del escritor George Orwell es un referente popular más conocido de un tecnofascismo, y es utilizada a menudo para trazar paralelismos con los miedos al progreso tecnológico que expresa la sociedad actual. Orwell describe en su novela a una sociedad controlada por medios tecnológicos bajo el dominio absoluto de un partido. Pero aunque la obra de Orwell es frecuentemente usada como referente, autores y filósofos posteriores han sido más precisos respecto a este tipo de fascismo. Han usado el término tecnofascismo explícitamente, y han tratado con más detalle el control tecnológico de las sociedades.
La etimología social del término aparece en los años 70 . El filósofo André Gorz utilizó este término como hipótesis para explicar que el modelo de crecimiento capitalista vive una crisis por su carácter industrialista y basado en la sobreacumulación. Esa tendencia a la acumulación y la reproducción por exceso es la causante de los problemas por los recursos naturales, resultando en una crisis ecológica, que en primera instancia es la que origina este crecimiento del denominado tecnofascismo. 
No obstante y según Gorz, aunque la crisis ecológica agrave la crisis del capitalismo, éste podrá encontrar nuevas fuentes de negocio en la mercantilización de bienes de tipo natural cada vez más escasos, o en la creación de sustitutos artificiales que den respuesta a las necesidades que el propio capital crea. En este escenario, la gestión de un ambiente empobrecido dejaría a un tecnofascismo como la salida más probable a los límites del crecimiento. 
En la hipótesis de una evolución hacia un tecnofascismo, las grandes corporaciones industriales ceden el relevo a otras tecnológicas y los estados-nación tienden a desaparecer definitivamente. La principal preocupación de estos supra-entes de control será imponerse en todos los ámbitos de la vida individual y social, utilizando la vigilancia y la invasión de espacios individuales y sociales mediante dispositivos tecnológicos
Por su lado, otros autores, como Sheldon Wolin definen al tecnofascismo como un «totalitarismo invertido», en el cual el poder absoluto ya no tiene la apariencia de actuar como tal. Lo que hace importante al concepto  tecnofascismo por tanto es la adaptación de viejos ideales fascistas a la estructura tecnológica, donde ya no se identifica con viejos regímenes políticos, dictaduras militares, campos de concentración, ni con el carácter punitivo o de obligatoriedad de una uniformidad ideológica, ni suprimir a los elementos disidentes siempre que no cobren un perfil demasiado intelectual. 
En el tecnofascismo, el uso de las telecomunicaciones y de las computadoras se utiliza como medio de vigilancia absoluta, a la vez que se logra la adhesión de la población que percibe una sensación de progreso. La aparente horizontalidad de una sociedad altamente tecnológica sería por tanto una mera apariencia. En este sentido, para Wolin el elitismo es un principio político fundamental aquí, mediante el cual se asume que la existencia de habilidades desiguales es un hecho ineludible, lo cual la sitúa finalmente en una contradicción con un sistema democrático horizontal.
El filósofo Lewis Mumford denunció la falsedad de que la realidad esté basada en principios de centralización, control, y eficiencia. El autor realiza una interpretación antropológica del avance tecnocientífico y un enfoque crítico del mismo. 
El pensador austriaco Ivan Illich planteó la aparición de un tecnofascismo debido a la esclavitud de las necesidades energéticas, al identificar el bienestar con el más alto consumo de energía y la necesidad de establecer el sistema de planificación que lo haga posible. "La maximización del sistema industrial bajo un techo energético más allá del cual cesa la viabilidad del sistema requiere la transformación de nuevos poderes a un leviatán tecnofascista.".

## Controversia
A pesar de su generalización en la cultura, a menudo el concepto tecnofascismo es controvertido, peyorativo y subjetivista, por haberse convertido en un concepto empleado para desmontar a un rival político, o para criticar al propio rumbo que pueda tomar el uso de una tecnología concreta, como pueden ser, los sistemas de control de la información, el auge de las criptomonedas y el mercado negro en torno a ellas, o el desarrollo en materia de ciberseguridad, o de una videovigilancia cada vez más amplia y limitante de las libertades del individuo para el uso de la tecnología en sí. 
Muchos intelectuales y autores han hecho un uso demasiado agresivo del concepto tecnofascismo para referirse a medidas impopulares de Gobiernos o de Corporaciones empresariales, quizá más relacionadas con el concepto más neutro de tecnocracia. 
A pesar de que la concentración de poder en el mundo va en aumento y de que se generen situaciones que atenten contra la libertad del individuo o la manipulación informativa, el concepto de tecnofascismo a menudo ha sido generalizado y usado incorrectamente, o con intenciones claramente políticas para una crítica a ideologías de origen liberal, conservadoras o de derechas. A menudo en ciertos sectores del ciberactivismo es posible ver este uso politizado del concepto de tecnofascismo.
Durante la Pandemia de 2020 y el periodo de confinamiento, el concepto de tecnofascismo comenzó a emplearse más asiduamente, debido al momento tan grande de restricción de libertades que la sociedad mundial vivió, debido al brote descontrolado de Covid-2019. No fue sino gracias a las ventajas de la tecnología que fue posible que la sociedad fuera recluida en casi todos los países del mundo, a pesar de que en algunos lugares, el control de la población se tuviera que ejercer mediante medidas coercitivas igualmente.